# Neitajaureh
Neitajaureh är en sjö i Kiruna kommun i Lappland och ingår i Torneälvens huvudavrinningsområde. Sjön har en area på 0,501 kvadratkilometer och ligger 488 meter över havet. Neitajaureh ligger i Rautas fjällurskog Natura 2000-område.

## Delavrinningsområde
Neitajaureh ingår i det delavrinningsområde (756327-166791) som SMHI kallar för Utloppet av Neitajaureh. Medelhöjden är 491 meter över havet och ytan är 1,65 kvadratkilometer. Det finns inga avrinningsområden uppströms utan avrinningsområdet är högsta punkten. Vattendraget som avvattnar avrinningsområdet har biflödesordning 3, vilket innebär att vattnet flödar genom totalt 3 vattendrag innan det når havet efter 446 kilometer. Avrinningsområdet består mestadels av skog (53 procent). Avrinningsområdet har 0,5 kvadratkilometer vattenytor vilket ger det en sjöprocent på 30,1 procent.